# Morgan Wallen

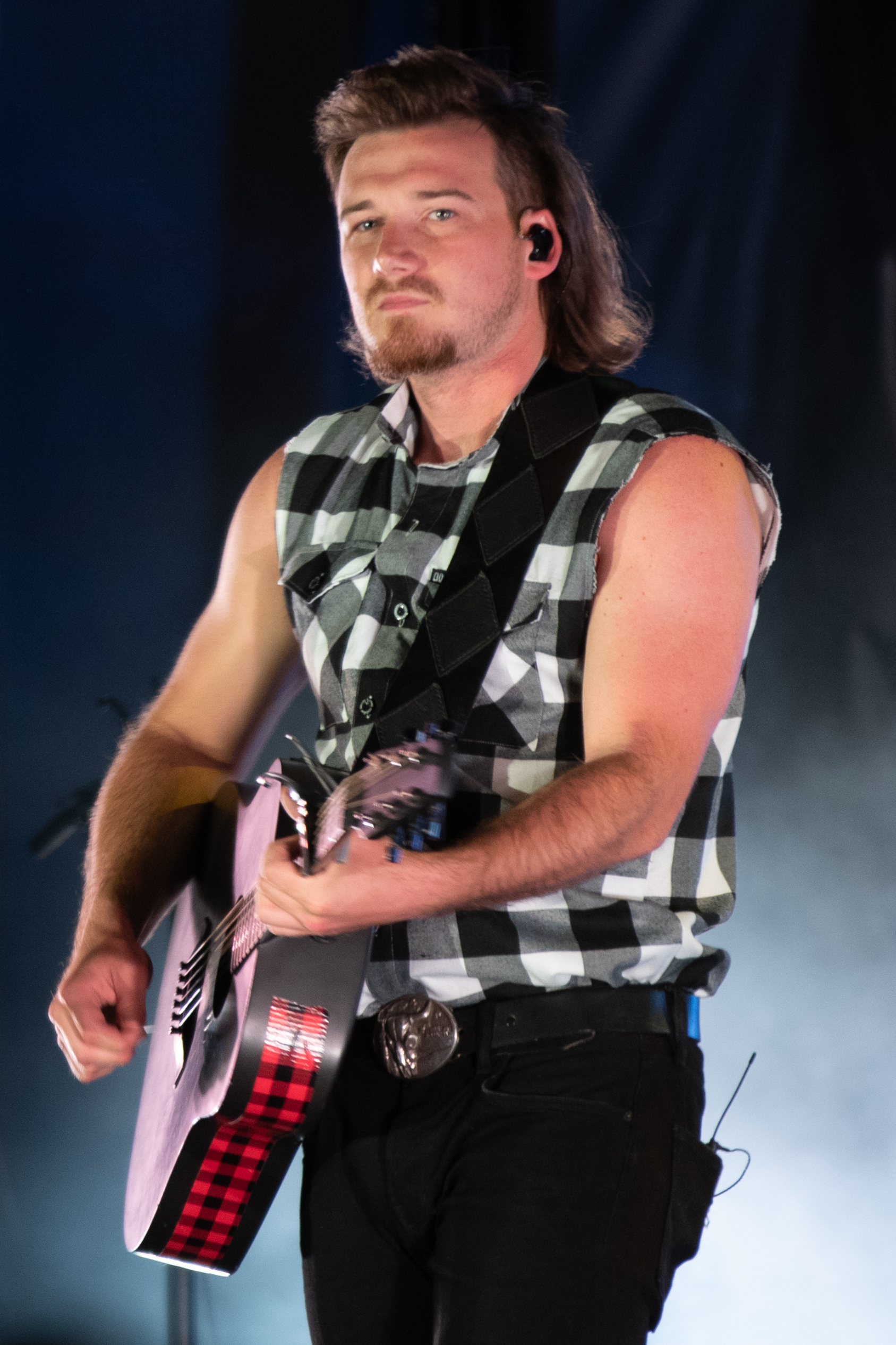
Morgan Wallen (2019)

Morgan Wallen (* 13. Mai 1993 in Sneedville, Hancock County, Tennessee) ist ein US-amerikanischer Country-Sänger und Songschreiber.

## Leben

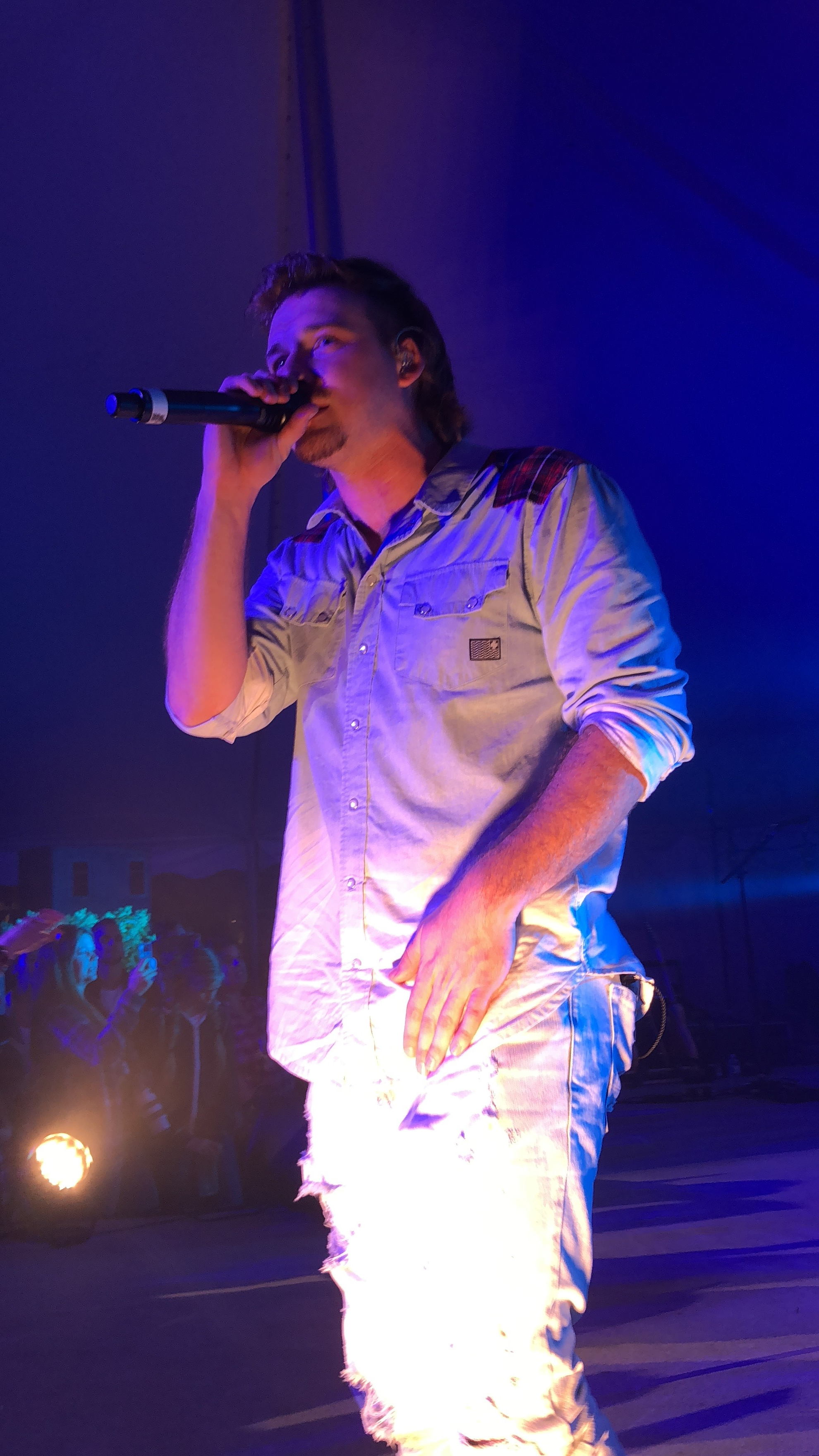
Morgan Wallen (2021)

Wallen wuchs in der Nähe von Knoxville auf. Sein Vater war ein Pastor und seine Mutter Lehrerin. Morgan entwickelte schon in jungen Jahren ein starkes Interesse an der Musik; er begann mit drei Jahren in der Kirche zu singen und begann mit fünf Jahren Geige zu spielen. Wallen lernte später Klavier und Gitarre zu spielen, aber in der High School war seine Leidenschaft Baseball und Pitching für das Team der Gibbs High School in Corryton, Tennessee. Wallen war gut genug und erhielt Angebote für Baseball Stipendien. Aber in seinem Abschlussjahr beendete eine Ellbogenverletzung seine Tage als Baseballspieler. Danach konzentrierte er sich auf seine Musikkarriere.
Im Februar 2014 nahm Wallen an der Gesangs-Castingshow The Voice teil, in der er den Song Collide von Howie Day sang. The Voice gab Wallen landesweite Bekanntheit, sie half ihm aber auch, einen Musikpartner zu finden. Sergio Sánchez von der Band Atom Smash war Gesangscoach in der Show, und die beiden begannen, gemeinsam Songs zu schreiben, die zu Wallens Country-Stimme und Rock-&-Roll-Einstellung passten. Nachdem er bei The Voice ausgeschieden war, unterschrieb er einen Vertrag bei Panacea Records. Wallen zog nach Nashville, wo er und Sánchez eine kurzlebige Band gründeten, Morgan Wallen & Them Shadows.
In Nashville arbeitete Wallen mit einem Manager und einem Agenten und unterschrieb einen Verlagsvertrag mit Big Loud Shirt Music. Big Loud Music gab Wallen die Möglichkeit, als Solokünstler zu arbeiten. 2016 veröffentlichte Wallen die Single The Way I Talk und eine EP mit dem Titel. Wallen trat mit diesem Song bei Jimmy Kimmel Live auf. Im Jahr 2017 kehrte er zurück und arbeitete mit Florida Georgia Line an der Single Up Down zusammen, die in die Top Ten der Country Singles Charts kam und eine Goldene Schallplatte gewann. Der Song wurde zum Leadoff-Track auf Wallen’s erstem Album If I Know Me, das im April 2018 veröffentlicht wurde.
Er war Opening Act für Luke Bryan und Jake Owen. Im November 2020 wurde er mit dem begehrten CMA Award als New Artist of the Year ausgezeichnet. Bei den Billboard Music Awards 2023 gewann Wallen in 11 Kategorien, darunter Top Male Artist, Top Hot 100 Artist, Top Streaming Artist, Top Country Artist und Top Country Album.

## Kontroversen
Im Mai 2020 wurde Wallen nachts nach dem Feiern in Kid Rock's Big Honky Tonk & Steakhouse in Haft genommen. Er wurde wegen Trunkenheit in der Öffentlichkeit und ordnungswidrigem Verhalten angeklagt. Die Anklage wurde im Juli 2020 fallen gelassen. Im selben Monat wurde Wallen Vater eines Sohnes. Im Oktober desselben Jahres geriet Wallen in die Kritik, nachdem Fotos aufgetaucht waren, die zeigten, dass er ohne Maske auf einer Party während der COVID-19-Pandemie war, wo er mehrere Frauen küsste und gegen soziale Distanzierungsempfehlungen verstieß. Dies veranlasste die Verantwortlichen der Fernsehshow Saturday Night Live, Wallens Auftritt in der Show zu verschieben und ihn durch den Sänger Jack White zu ersetzen. Im Februar 2021 wurde Wallen bei der Verwendung einer rassistischen Beleidigung gefilmt, was zu einer Suspendierung seines Labels und der Entfernung seiner Musik aus dem Programm von über 400 Radiosendern in den USA führte.

## Diskografie
Studioalben

| Jahr | Titel Musiklabel                     | Höchstplatzierung, Gesamtwochen, AuszeichnungChartplatzierungen (Jahr, Titel, Musiklabel, Platzierungen, Wochen, Auszeichnungen, Anmerkungen) | Höchstplatzierung, Gesamtwochen, AuszeichnungChartplatzierungen (Jahr, Titel, Musiklabel, Platzierungen, Wochen, Auszeichnungen, Anmerkungen) | Höchstplatzierung, Gesamtwochen, AuszeichnungChartplatzierungen (Jahr, Titel, Musiklabel, Platzierungen, Wochen, Auszeichnungen, Anmerkungen) | Anmerkungen                                                |
| Jahr | Titel Musiklabel                     | UK | US | Country | Anmerkungen                                                |
| ---- | ------------------------------------ | --- | --- | --- | ---------------------------------------------------------- |
| 2018 | If I Know Me Big Loud                | — | US10 ×3Dreifachplatin · (… Wo.)US | Country3 (… Wo.)Country | Erstveröffentlichung: 27. April 2018 Verkäufe: + 3.247.500 |
| 2021 | Dangerous: The Double Album Big Loud | UK77 Silber · (1 Wo.)UK | US1 ×6Sechsfachplatin · (… Wo.)US | Country1 (… Wo.)Country | Erstveröffentlichung: 8. Januar 2021 Verkäufe: + 6.685.000 |
| 2023 | One Thing at a Time Big Loud         | UK40 Gold · (28 Wo.)UK | US1 ×7Siebenfachplatin · (… Wo.)US | Country1 (… Wo.)Country | Erstveröffentlichung: 3. März 2023 Verkäufe: + 7.615.000   |